# Szakłakowate

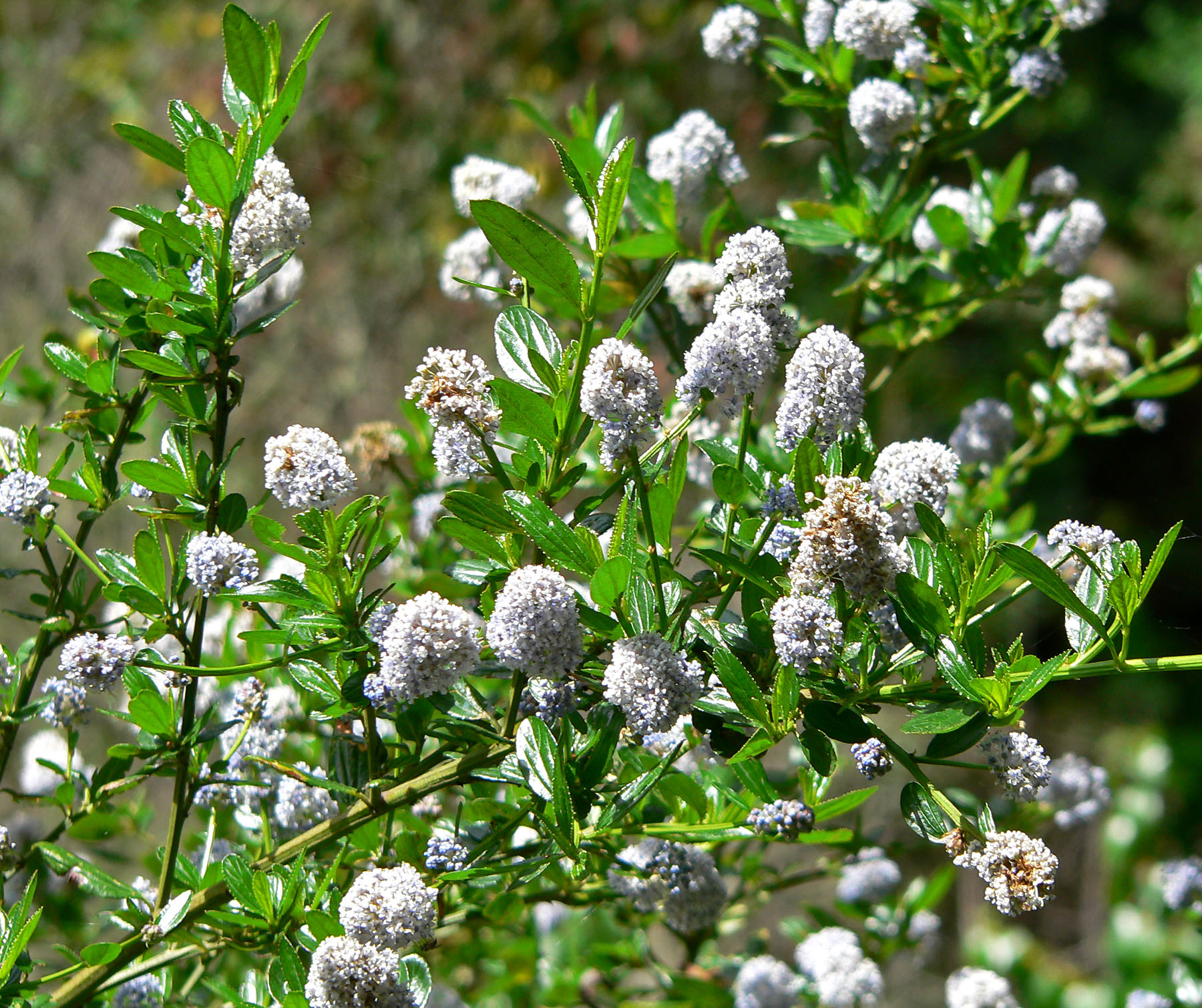
Ceanothus thyrsiflorus

Szakłakowate (Rhamnaceae L.) – rodzina roślin należąca do rzędu różowców. Obejmuje ok. 50–52 rodzaje roślin z ok. 1050 gatunkami. Rodzina jest niemal kosmopolityczna, przy czym największe zróżnicowanie jej przedstawicieli występuje na obszarze międzyzwrotnikowym. Brak jej przedstawicieli tylko na pustyniach i w strefie arktycznej. We florze Polski występują dwa rodzaje tej rodziny – kruszyna (Frangula) i szakłak (Rhamnus).
Rośliny zawierają często glikozydy antrachinonowe i alkaloidy. U szeregu rodzajów na korzeniach wykształcają się brodawki korzeniowe, w których żyją promieniowce z rodzaju Frankia, mające zdolność asymilowania wolnego (atmosferycznego) azotu.
Drewno niektórych przedstawicieli (Alphitonia, Colubrina, howenia Hovenia i głożyna Ziziphus) jest cenionym surowcem konstrukcyjnym i stosowanym do wyrobu mebli, instrumentów muzycznych i w rzeźbiarstwie. Phylica arborea jest jedynym rodzimym gatunkiem dostarczającym drewna na archipelagu Tristan da Cunha. Z owoców i kory różnych gatunków szakłaków Rhamnus wytwarza się barwniki. Owoce głożyny pospolitej są jadalne, a w przypadku howenii słodkiej spożywane są mięśniejące szypułki owoców. Liczne gatunki z rodzajów prusznik Ceanothus, howenia Hovenia, prusznik Paliurus, Pomaderris, kollecja Colletia i szakłak uprawiane są jako rośliny ozdobne. Rośliny z szeregu rodzajów (np. kruszyna Frangula, Colubrina, Karwinskia) wykorzystywane są w lecznictwie. Węgiel drzewny z kruszyny pospolitej stosowany był do wyrobu prochu.

## Morfologia

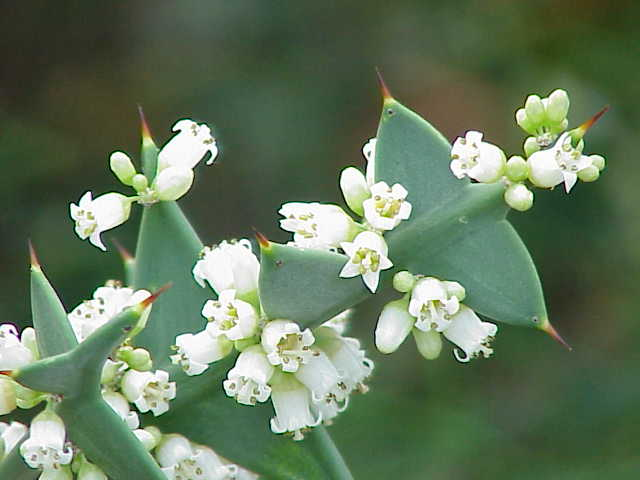
Colletia paradoxa

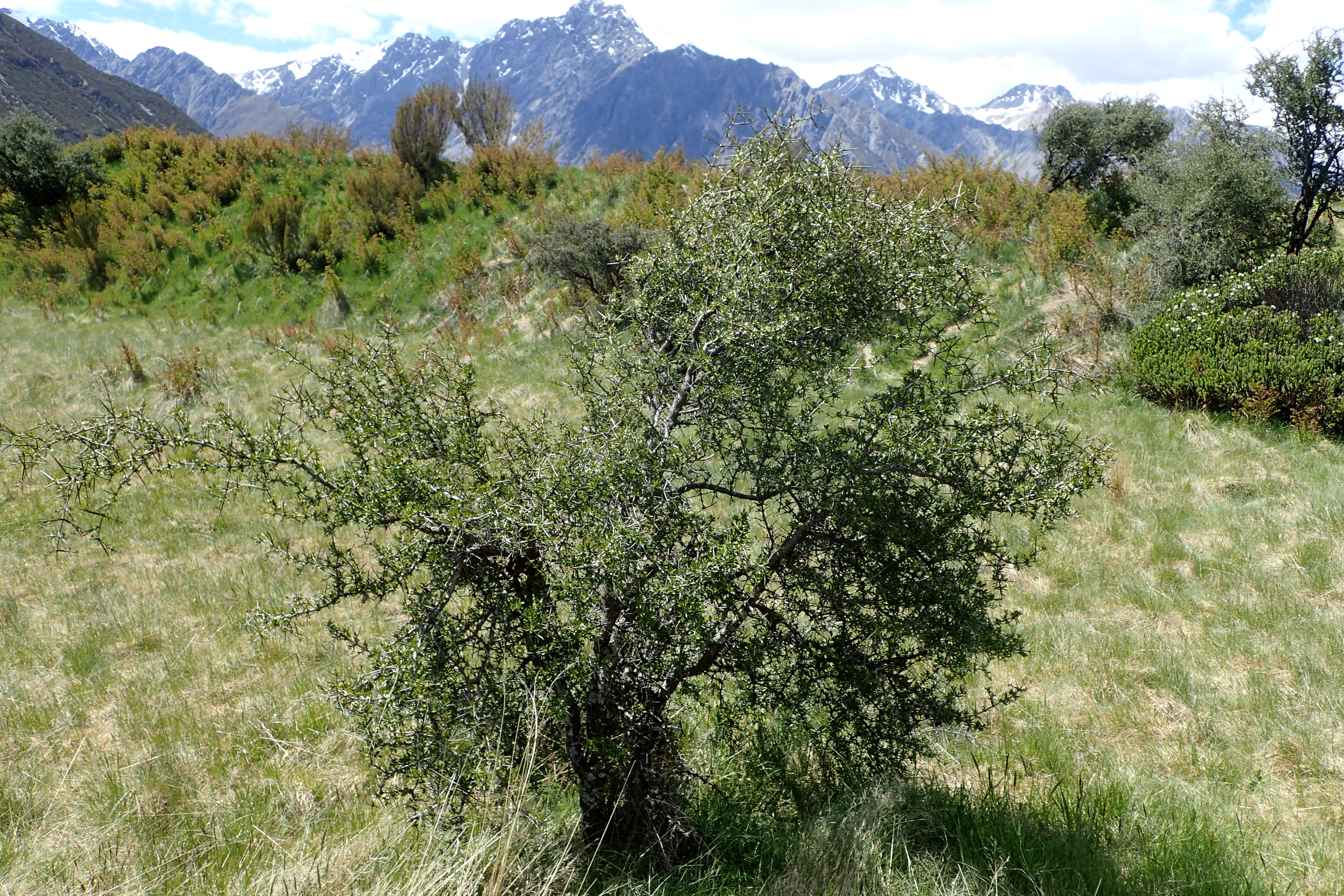
Discaria toumatou

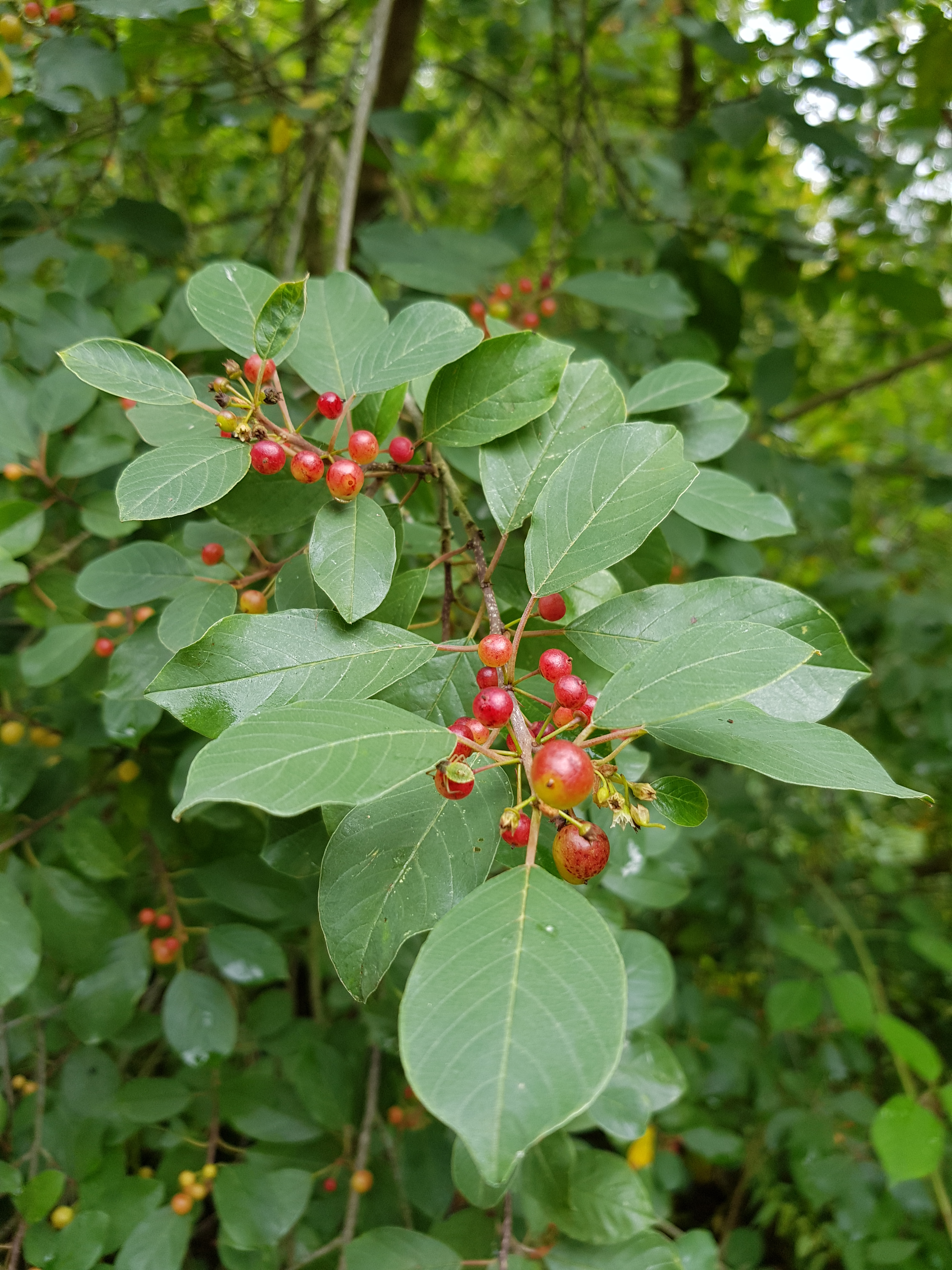
Kruszyna pospolita

PokrójDrzewa, krzewy i pnącza (owijające się (Berchemia) i wytwarzające wąsy czepne (Gouania) lub haki (Ventilago)), wyjątkowo (rodzaj Crumenaria) rośliny zielne. Często pędy uzbrojone są w ciernie powstające ze zmodyfikowanych pędów i przylistków.
LiścieZwykle opadające zimą, rzadziej zimozielone, zazwyczaj skrętoległe, rzadziej naprzeciwległe, czasem na krótkopędach skupione w pęczki. Przylistki są zwykle obecne (brak ich tylko u większości gatunków z rodzaju filika Phylica), wolne lub zrośnięte, zwykle drobne i opadające, czasem zmodyfikowane w ciernie. Ogonki liściowe są zwykle także obecne (brak ich i liście są siedzące u Condalia). Czasem blaszka liściowa bywa silnie zredukowana i funkcje asymilacyjne pełnią także pędy. Liście są pojedyncze, całobrzegie lub ząbkowane, użyłkowane pierzasto, często z nasady blaszki odchodzą trzy lub pięć głównych wiązek przewodzących.
KwiatyZwykle drobne (poniżej 6 mm średnicy), promieniste i obupłciowe, rzadziej jednopłciowe. Zebrane są w szczytowe lub wyrastające w kątach liści wierzchotkowate kwiatostany, czasem grona lub zredukowane do pęczków lub pojedynczych kwiatów. Hypancjum zwykle miseczkowate do rurkowatego. Działek kielicha jest 4–5, są one zwykle grube i często szybko opadają. Płatki korony w liczbie 4–5 (czasem brak) są drobne (często mniejsze od działek), często kapturkowate, zagięte nad pręcikami. Pręcików jest 4–5, wyrastają naprzeciw płatków, a ich nitki przyrastają do nasad płatków. Pylniki są drobne i pękają podłużnymi pęknięciami. Zalążnia jest górna do dolnej, z jednego do czterech owocolistków, z odpowiednią liczbą komór, często otoczona pierścieniem dysku miodnikowego. W każdej z komór rozwijają się pojedyncze (dwa tylko u Karwinskia), anatropowe i centralnie położone zalążki. Szyjki słupka dwie do czterech, wolne lub zrośnięte w różnym stopniu.
OwoceNajczęściej mięsiste pestkowce, rzadziej orzeszki i torebki (często oskrzydlone – skrzydlaki).

## Systematyka

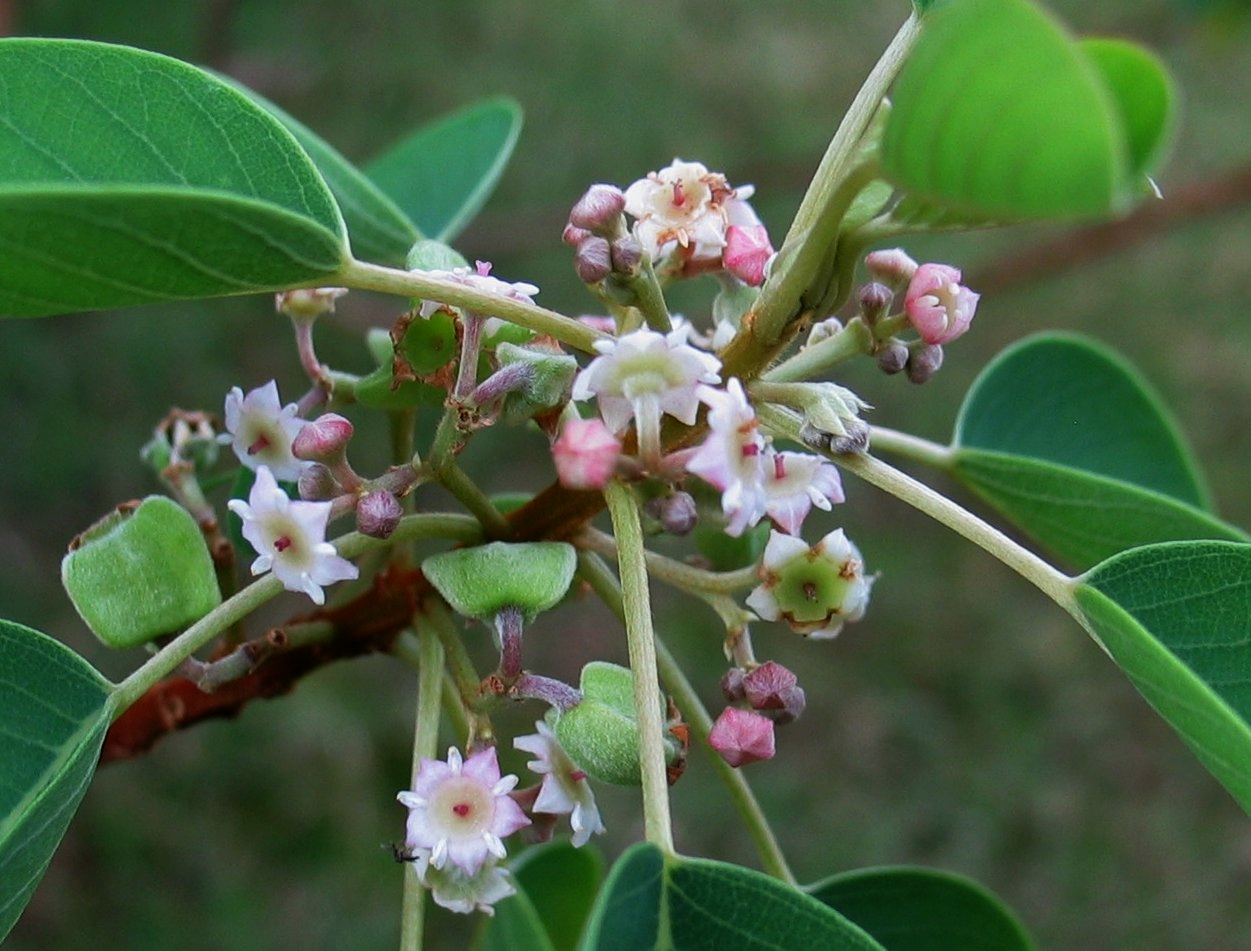
Gouania hillebrandii

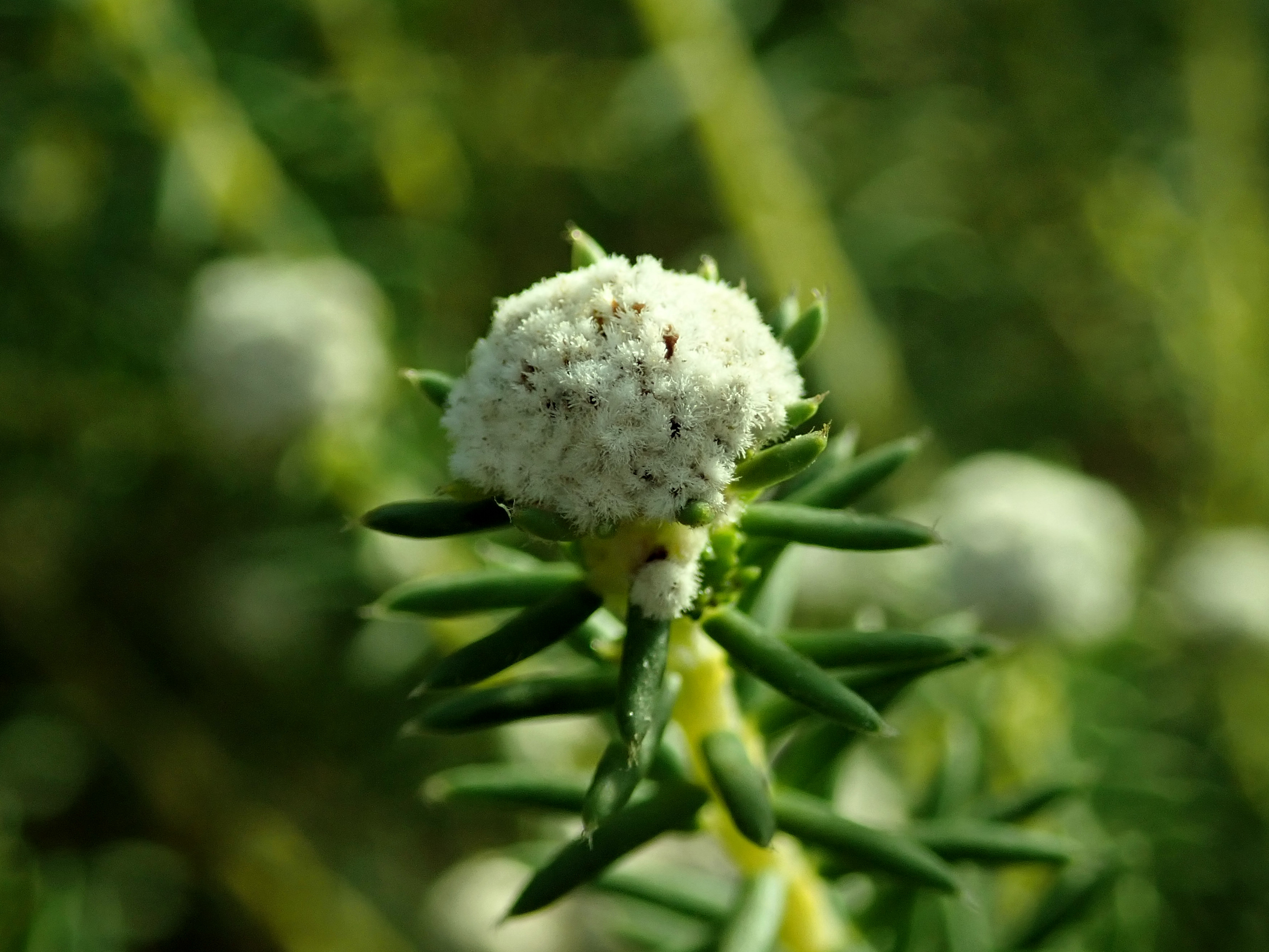
Phylica ericoides

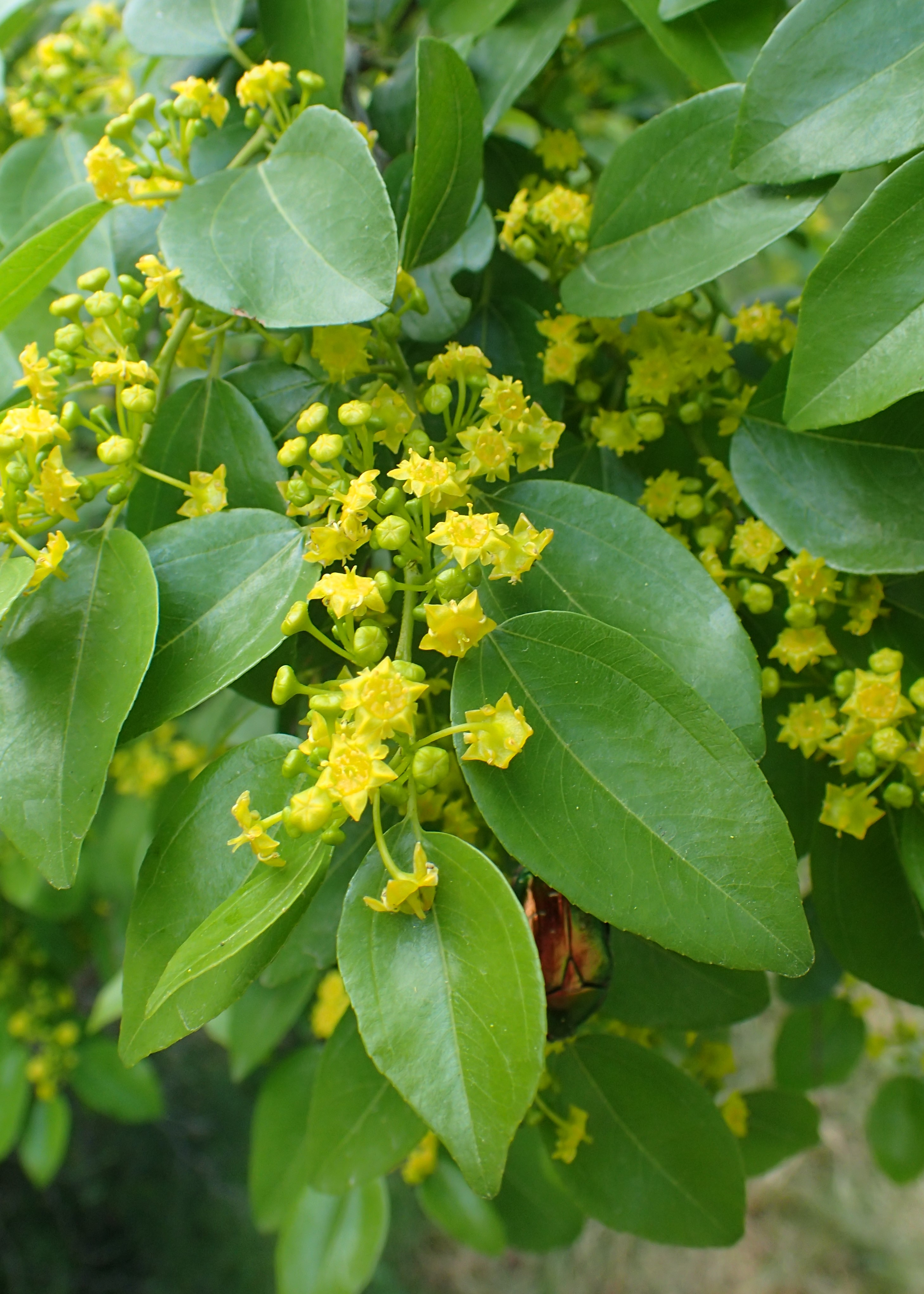
Dwukolczak śródziemnomorski

Rodzina w dawniejszych systemach (np. Englera) klasyfikowana była w rzędzie szakłakowców Rhamnales wspólnie z winoroślowatymi Vitaceae i nałużynowatymi Leeaceae. W systemie Cronquista z 1988 pozostała jedyną rodziną w rzędzie szakłakowców (pozostałe rodziny uznawane za blisko spokrewnione przeniesiono do odrębnego rzędu winoroślowców Vitales). W systemie Thorne’a łączona była z oliwnikowatymi Elaeagnaceae. Rozważano jej przynależność do takich rzędów jak: dławiszowce Celastrales, pokrzywowce Urticales i wilczomleczowce Euphorbiales. W końcu analizy molekularne ujawniły jej siostrzaną pozycję w stosunku do rodzin oliwnikowatych Elaeagnaceae, Dirachmaceae i Barbeyaceae w obrębie rzędu różowców Rosales, do którego jest zaliczana od systemu APG II z 2003.
Najstarsze skamieniałości przedstawicieli rodziny datowane są na 90 milionów lat.
Pozycja systematyczna według Angiosperm Phylogeny Website (aktualizowany system APG IV z 2016)
|  | oliwnikowate Elaeagnaceae                                    |
|  |                                                              |
|  | \| \| Dirachmaceae \| \| \| \| \| \| Barbeyaceae \| \| \| \| |
|  |                                                              |
|  | Dirachmaceae                                                 |
|  |                                                              |
|  | Barbeyaceae                                                  |
|  |                                                              |

|  | Dirachmaceae |
|  |              |
|  | Barbeyaceae  |
|  |              |

|  | oliwnikowate Elaeagnaceae                                    |
|  |                                                              |
|  | \| \| Dirachmaceae \| \| \| \| \| \| Barbeyaceae \| \| \| \| |
|  |                                                              |
|  | Dirachmaceae                                                 |
|  |                                                              |
|  | Barbeyaceae                                                  |
|  |                                                              |

|  | Dirachmaceae |
|  |              |
|  | Barbeyaceae  |
|  |              |

|  | konopiowate Cannabaceae                                                        |
|  |                                                                                |
|  | \| \| morwowate Moraceae \| \| \| \| \| \| pokrzywowate Urticaceae \| \| \| \| |
|  |                                                                                |
|  | morwowate Moraceae                                                             |
|  |                                                                                |
|  | pokrzywowate Urticaceae                                                        |
|  |                                                                                |

|  | morwowate Moraceae      |
|  |                         |
|  | pokrzywowate Urticaceae |
|  |                         |

|  | konopiowate Cannabaceae                                                        |
|  |                                                                                |
|  | \| \| morwowate Moraceae \| \| \| \| \| \| pokrzywowate Urticaceae \| \| \| \| |
|  |                                                                                |
|  | morwowate Moraceae                                                             |
|  |                                                                                |
|  | pokrzywowate Urticaceae                                                        |
|  |                                                                                |

|  | morwowate Moraceae      |
|  |                         |
|  | pokrzywowate Urticaceae |
|  |                         |

|  | oliwnikowate Elaeagnaceae                                    |
|  |                                                              |
|  | \| \| Dirachmaceae \| \| \| \| \| \| Barbeyaceae \| \| \| \| |
|  |                                                              |
|  | Dirachmaceae                                                 |
|  |                                                              |
|  | Barbeyaceae                                                  |
|  |                                                              |

|  | Dirachmaceae |
|  |              |
|  | Barbeyaceae  |
|  |              |

|  | oliwnikowate Elaeagnaceae                                    |
|  |                                                              |
|  | \| \| Dirachmaceae \| \| \| \| \| \| Barbeyaceae \| \| \| \| |
|  |                                                              |
|  | Dirachmaceae                                                 |
|  |                                                              |
|  | Barbeyaceae                                                  |
|  |                                                              |

|  | Dirachmaceae |
|  |              |
|  | Barbeyaceae  |
|  |              |

|  | konopiowate Cannabaceae                                                        |
|  |                                                                                |
|  | \| \| morwowate Moraceae \| \| \| \| \| \| pokrzywowate Urticaceae \| \| \| \| |
|  |                                                                                |
|  | morwowate Moraceae                                                             |
|  |                                                                                |
|  | pokrzywowate Urticaceae                                                        |
|  |                                                                                |

|  | morwowate Moraceae      |
|  |                         |
|  | pokrzywowate Urticaceae |
|  |                         |

|  | konopiowate Cannabaceae                                                        |
|  |                                                                                |
|  | \| \| morwowate Moraceae \| \| \| \| \| \| pokrzywowate Urticaceae \| \| \| \| |
|  |                                                                                |
|  | morwowate Moraceae                                                             |
|  |                                                                                |
|  | pokrzywowate Urticaceae                                                        |
|  |                                                                                |

|  | morwowate Moraceae      |
|  |                         |
|  | pokrzywowate Urticaceae |
|  |                         |

|  | oliwnikowate Elaeagnaceae                                    |
|  |                                                              |
|  | \| \| Dirachmaceae \| \| \| \| \| \| Barbeyaceae \| \| \| \| |
|  |                                                              |
|  | Dirachmaceae                                                 |
|  |                                                              |
|  | Barbeyaceae                                                  |
|  |                                                              |

|  | Dirachmaceae |
|  |              |
|  | Barbeyaceae  |
|  |              |

|  | oliwnikowate Elaeagnaceae                                    |
|  |                                                              |
|  | \| \| Dirachmaceae \| \| \| \| \| \| Barbeyaceae \| \| \| \| |
|  |                                                              |
|  | Dirachmaceae                                                 |
|  |                                                              |
|  | Barbeyaceae                                                  |
|  |                                                              |

|  | Dirachmaceae |
|  |              |
|  | Barbeyaceae  |
|  |              |

|  | konopiowate Cannabaceae                                                        |
|  |                                                                                |
|  | \| \| morwowate Moraceae \| \| \| \| \| \| pokrzywowate Urticaceae \| \| \| \| |
|  |                                                                                |
|  | morwowate Moraceae                                                             |
|  |                                                                                |
|  | pokrzywowate Urticaceae                                                        |
|  |                                                                                |

|  | morwowate Moraceae      |
|  |                         |
|  | pokrzywowate Urticaceae |
|  |                         |

|  | konopiowate Cannabaceae                                                        |
|  |                                                                                |
|  | \| \| morwowate Moraceae \| \| \| \| \| \| pokrzywowate Urticaceae \| \| \| \| |
|  |                                                                                |
|  | morwowate Moraceae                                                             |
|  |                                                                                |
|  | pokrzywowate Urticaceae                                                        |
|  |                                                                                |

|  | morwowate Moraceae      |
|  |                         |
|  | pokrzywowate Urticaceae |
|  |                         |

|  | oliwnikowate Elaeagnaceae                                    |
|  |                                                              |
|  | \| \| Dirachmaceae \| \| \| \| \| \| Barbeyaceae \| \| \| \| |
|  |                                                              |
|  | Dirachmaceae                                                 |
|  |                                                              |
|  | Barbeyaceae                                                  |
|  |                                                              |

|  | Dirachmaceae |
|  |              |
|  | Barbeyaceae  |
|  |              |

|  | oliwnikowate Elaeagnaceae                                    |
|  |                                                              |
|  | \| \| Dirachmaceae \| \| \| \| \| \| Barbeyaceae \| \| \| \| |
|  |                                                              |
|  | Dirachmaceae                                                 |
|  |                                                              |
|  | Barbeyaceae                                                  |
|  |                                                              |

|  | Dirachmaceae |
|  |              |
|  | Barbeyaceae  |
|  |              |

|  | konopiowate Cannabaceae                                                        |
|  |                                                                                |
|  | \| \| morwowate Moraceae \| \| \| \| \| \| pokrzywowate Urticaceae \| \| \| \| |
|  |                                                                                |
|  | morwowate Moraceae                                                             |
|  |                                                                                |
|  | pokrzywowate Urticaceae                                                        |
|  |                                                                                |

|  | morwowate Moraceae      |
|  |                         |
|  | pokrzywowate Urticaceae |
|  |                         |

|  | konopiowate Cannabaceae                                                        |
|  |                                                                                |
|  | \| \| morwowate Moraceae \| \| \| \| \| \| pokrzywowate Urticaceae \| \| \| \| |
|  |                                                                                |
|  | morwowate Moraceae                                                             |
|  |                                                                                |
|  | pokrzywowate Urticaceae                                                        |
|  |                                                                                |

|  | morwowate Moraceae      |
|  |                         |
|  | pokrzywowate Urticaceae |
|  |                         |

### Podział systematyczny rodziny

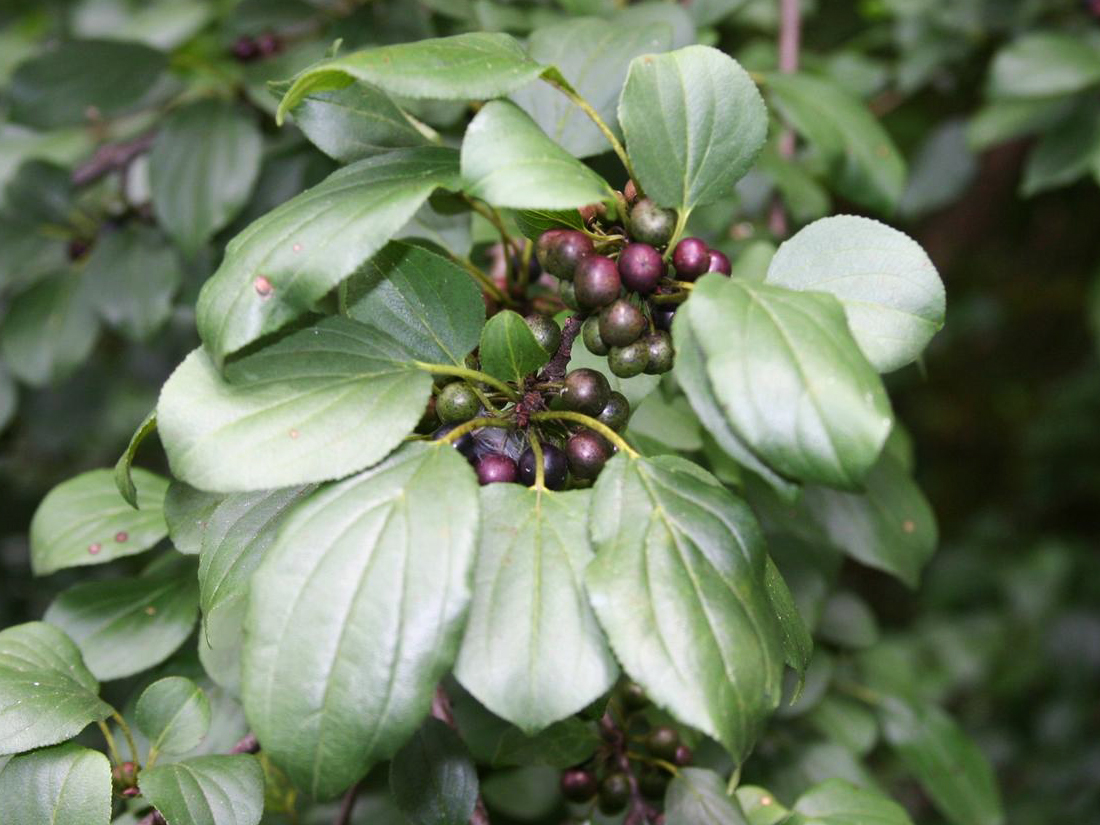
Szakłak pospolity

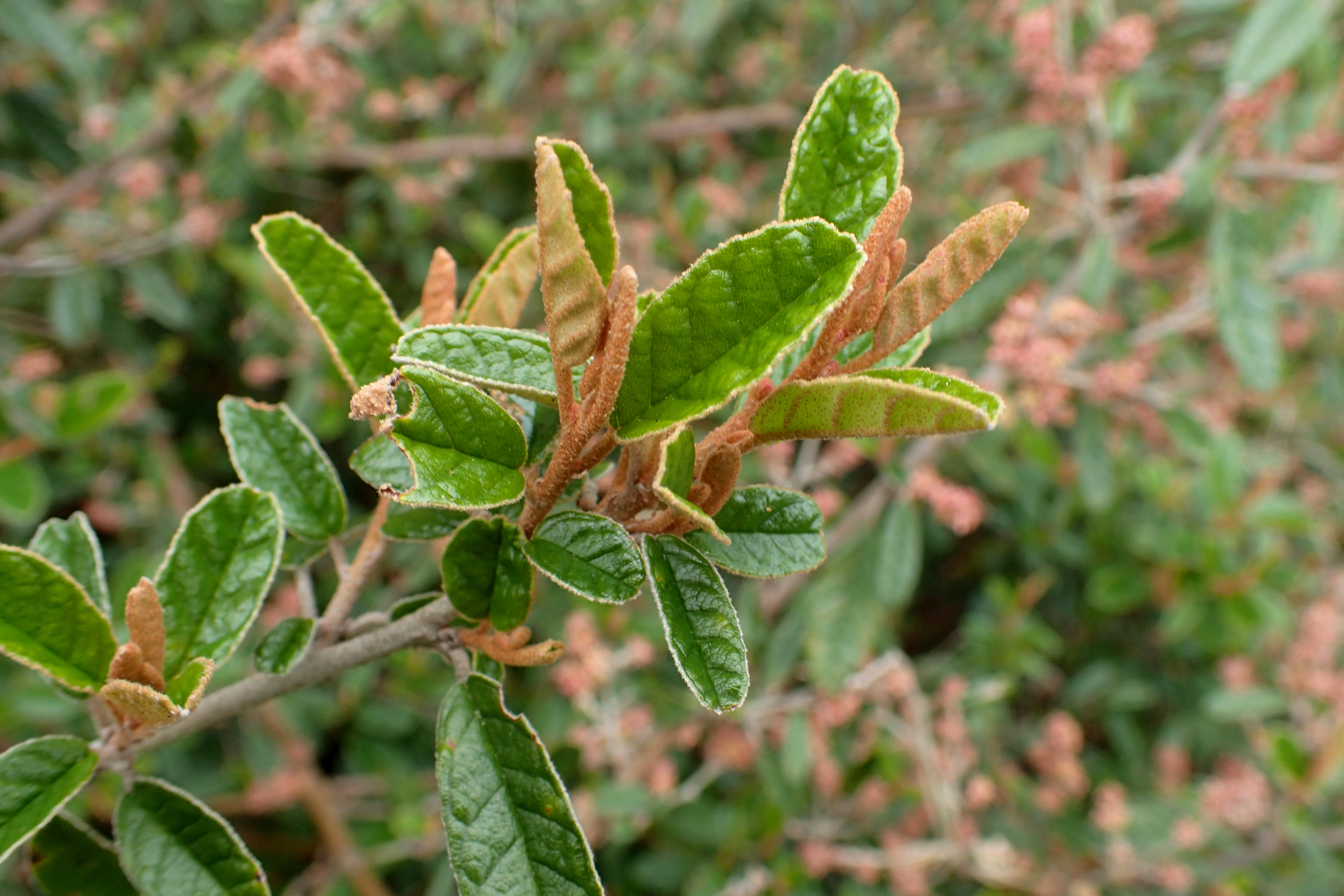
Pomaderris paniculosa

W obrębie rodziny wyróżnia się trzy główne grupy, w tym dwie tradycyjnie wyróżniane podrodziny Rhamnoideae i Ziziphoideae oraz grupę Ampeloziziphoids obejmującą trzy monotypowe plemiona Ampelozizypheae, Bathiorhamneae, Doerpfeldieae. W obrębie Rhamnoideae wyróżniane są trzy plemiona, w obrębie Ziziphoideae – pięć. Szereg rodzajów ma niepewną pozycję w tej klasyfikacji i przypisane są one prowizorycznie jako rodzaje incertae sedis do różnych podrodzin:
Podrodzina Rhamnoideae Eaton
Plemię Ventilagineae Bentham & J.D. Hooker
- Smythea A. Gray
- Ventilago Gaertner

Plemię Rhamneae Horaninow
- Atadinus Rafinesque
- Auerodendron Urban
- Berchemia Candolle
- Berchemiella Nakai
- Condalia Cavanilles
- Dallachya F. Mueller
- Endotropis Rafinesque
- Frangula Miller – kruszyna
- Karwinskia Zuccarini
- Krugiodendron Urban
- Reynosia Grisebach
- Rhamnella Miquel
- Rhamnidium Reissek
- Rhamnus L. – szakłak
- Sageretia Brongniart
- Scutia Brongniart

Plemię Maesopsideae Engler & Weberbauer
- Maesopsis Engler

incertae sedis:
- Ventia Hauenschild
- Pseudoziziphus Hauenschild

Podrodzina Ziziphoideae Luersson
Plemię Pomaderreae Endlicher 
- Blackallia C.A. Gardner
- Cryptandra Smith
- Papistylus Kellerman et al.
- Polianthion Thiele
- Pomaderris Labillardière
- Serichnos Thiele
- Siegfriedia C.A. Gardner
- Spyridium Fenzl
- Stenanthemum Reissek
- Trymalium Fenzl

Plemię Colletieae Endlicher 
- Adolphia Meisner
- Colletia Jussieu – kollecja
- Discaria Hooker
- Kentrothamnus Suessenguth & Overkott
- Ochetophila Endlicher
- Retanilla (Candolle) Brongniart
- Trevoa Miers

Plemię Phylicieae Endlicher
- Ceanothus L. – prusznik
- Nesiota Bentham & J.D. Hooker
- Noltea Reichenbach
- Phylica L. – filika
- Trichocephalus Brongniart

Plemię Gouanieae Reichenbach
- Alvimiantha Grey-Wilson
- Crumenaria Martius
- Gouania Jacquin
- Helinus Endlicher
- Pleuranthodes A. Weberbauer
- Reissekia Endlicher

Plemię Paliureae Endlicher
- Hovenia Thunberg – howenia
- Paliurus Miller – dwukolczak
- Ziziphus Miller – głożyna

incertae sedis:
- Alphitonia Endlicher
- Araracuara Fernandez Alonso
- Colubrina Brongniart
- Emmenosperma F. Mueller
- Granitites B.L. Rye
- Jaffrea H.C. Hopkins & Pillon
- Lasiodiscus J.D. Hooker
- Sarcomphalus P. Browne
- Schistocarpaea F. Mueller

Grupa Ampeloziziphoids
- Ampelozizyphus Ducke
- Bathiorhamnus Capuron
- Doerpfeldia Urban